# Sven Malmros
Sven Haqvin Malmros, född 6 juli 1897 i Malmö, död 28 juni 1974, var en svensk teckningslärare, målare och grafiker.
Han var son till civilingenjören Gustaf Haqvin Malmros och Maria Sofia Johansson och från 1924 gift med Ebba Carolina Möller. Malmros utbildade sig till teckningslärare vid numera Konstfack i Stockholm och har efter examen arbetat som lärare bland annat vid Högre allmänna läroverket i Helsingborg. Han medverkade i Nyårssalongen i Helsingborg 1945 och i Svenska exlibrisföreningens utställningar på Nordiska museet i Stockholm. Hans konst består av exlibris, akt studier, strandmotiv och landskapsbilder. Malmros är representerad vid några läroverk i södra Sverige. Makarna Malmros är gravsatta vid Krematoriet i Helsingborg.  